# 高岡市立戸出西部小学校
高岡市立戸出西部小学校（たかおかしりつ といでせいぶしょうがっこう）は富山県高岡市にある公立小学校。

## 沿革
- 1961年4月1日 - 戸出小学校の一部と、醍醐小学校・是戸小学校が統合し、戸出西部小学校が創立[2]。

## 周辺
- 戸出西部保育園